# Caisse nationale des assurances sociales
Caisse nationale des assurances sociales (CNAS) gère l'assurance maladie (risques maladie, maternité, invalidité, décès) et accidents du travail / maladies professionnelles (AT-MP) des travailleurs salariés en Algérie. 

## Statut
La CNAS est un établissement public à caractère administratif jouissant d'une personnalité juridique et d'une autonomie financière, en application de l'article 49 de la loi no 88-01 du 12 janvier 1988. La CNAS est administrée par un Conseil d’Administration, elle est placée sous la tutelle du ministre du Travail, de l'Emploi et de la Sécurité sociale.

## Services offerts
Depuis plusieurs années, la CNAS développe ses services en ligne à destination de ses bénéficiaires.